# Ruth Elder
Ruth Elder (Anniston, 8 settembre 1902 – San Francisco, 9 ottobre 1977) è stata un'aviatrice e attrice statunitense.

## Biografia
Nel 1927 decollò da New York con uno Stinson Detroiter con il pilota George Haldeman, nel tentativo di diventare la prima donna a volare su aerei transatlantici. A causa di alcuni problemi meccanici, si ritirarono a circa 360 miglia dalle Azzorre, ma all'epoca era il volo più lungo mai effettuato da una donna.
Dopo gli onori ricevuti, ebbe due ruoli cinematografici.
Si è sposata sei volte. Tra i suoi mariti vi sono stati Walter Camp Jr. (figlio di Walter Camp) e il pioniere degli effetti cinematografici A. Arnold Gillespie, con cui è stata sposata dal 1933 al 1944 e con cui ha avuto un figlio.

## Filmografia
- Moran of the Marines, regia di Frank R. Strayer (1928)
- The Winged Horseman, regia di B. Reeves Eason e Arthur Rosson (1929)